# Бер Маунтајн
Бер Маунтајн (енгл. Bear Mountain, Hudson Highlands)је један од најпознатијих врхова њујоршког Худсон Хајланда. Смештен делимично у округу Орaнџ у граду Хајлендс и делимично у округу Роклeнд у граду Стони Поинт, даје име оближњем мосту Беар Моунтаин и Државном парку Беар Моунтаин у којем се налази.
Врх Бер Маунтајна, до којег се може доћи асфалтираним путем, има неколико видиковаца поред пута, простор за пикник и опсерваторију, Перкинс Меморијал Тауер. Преко њега пролази и неколико планинарских стаза, укључујући најстарији део Апалачке стазе (АТ). Од 2021. године, Апалачка стаза преко планине Беар је побољшана од стране одговорних у Конференцији стаза Њујорк–Њу Џерси да би се минимизирала ерозија и побољшала доступност и одрживост као део пројекта за обнову и усклађивање стазе који је почео 2006. године. Музеј и зоолошки врт Трејлсајд који се налази у подножју планине Бер је најнижа тачка на стази Апалачијана (124 стопе изнад нивоа мора).
Стрма источна страна планине гледа на реку Хадсон. Источна страна планине састоји се од гомиле масивних громада, често величине кућа, које кулминирају у литици од 1.000 ft (300 m) на нивоу од приближно 1.000 ft (300 m) . Директно трчање од обале Хесијанског језера до Перкинс Мемориал Дриве-а на врху захтева пораст од око 1000 стопа (300 м) за отприлике 0,8 mi (1,3 km). Са врха се види чак до Менхетна, и споменика на Хај Поинту у Њу Џерсију.

## Историја
- Бер Маунтајн је историјски била позната као „Медвеђе брдо” и „Планина на послужавнику за хлеб”.[1]
- Паралитична болест Ф.Д. Рузвелта се развила у лето 1921. године, две недеље након што је посетио камп Извиђача Америке (Boy Scouts of America) на језеру Хесијан на источној ивици планине Бер. Могуће је да се болест развила као последица боравка у извиђачком логору.[5]
- Бер Маунтајн је некада било најбоље место за скијашке скокове у Сједињеним Државама. Због те своје репутације било је разматрано да буде могуће место за одржавање Зимских олимпијских игара 1932. године (скијашких скокова), а које су одржане у Лејк Плесиду, Њујорк. Скијашка скакаоница није коришћена деценијама, а њене камене степенице уграђене у источну страну планине сада се руше.
- Током Другог светског рата, Броклин доџерси, локална бејзбол екипа, су овде одржавали своје пролећне тренинге.[6]
- Године 1928. Комисија државног парка Палисадс је изградила 60 ft-tall (18 m) челични (Aermotor LS40) осматрачки торањ на планини. Срушен је седам година касније како би се направио простор за изградњу Перкинсове меморијалне куле која је подигнута у част Џорџа В. Перкинса старијег, који је био први председник Комисије за међудржавни парк Палисадес. Спомен-кула је поклон Перкинсове удовице и њиховог сина. Торањ је коришћен као метеоролошка станица и осматрачница до 1953. Године 1990. породица Перкинс се сложила да донира 650.000 долара у периоду од шест година за одржавање торња. Торањ је касније потпуно реновиран и поново отворен за јавност.[7]